# Депардьё, Жюли
Жюли Депардьё (фр. Julie Depardieu; род. 18 июня 1973) — французская киноактриса, дочь актёра Жерара Депардьё.

## Биография
Жюли Депардьё родилась в семье актёров Жерара и Элизабет Депардьё 18 июня 1973 года. Перед тем как окончательно выбрать для себя актёрскую стезю, Жюли Депардьё начала изучать философию, но профессия все же выбрала её сама. В 1994 году Жюли снялась в маленькой роли вместе со своим знаменитым отцом в картине «Полковник Шабер», а затем у Франсуа Дюпейрона в фильме «Машина». Встреча с Жозе Дайан на съёмках фильма «Узы сердца» (Les liens du coeur, 1996) оказалась для Жюли судьбоносной, и актриса снялась у Дайан ещё в нескольких телевизионных картинах, среди которых — знаменитая телеверсия «Графа Монте-Кристо» с Жераром Депардьё.
В том же 1998 году состоялся дебют Жюли Депардьё на большом экране в фильме «Полночный экзамен». Это была сложная работа в психологическом плане, после которой на талантливую актрису посыпались предложения режиссёров. К тому же, актёрское дарование — не единственный талант Жюли. В 1998 году она записала музыкальный диск «Adieu Camille» вместе с популярным французским певцом Марком Лавуаном.
После первого громкого успеха на большом экране Жюли снялась в фильме «Люби меня» с Джонни Холлидеем и Сандрин Кимберлейн. С 2000 по 2005 годы она много работала в телепроектах и снова встретилась со своей крестной матерью в кино — Жозе Дайан, снявшей её вместе с братом Гийомом в фильме «Заид, мелодия мести» в 2001 году.
2001 год вообще был очень важным в карьере актрисы. Благодаря громкому успеху Одри Тоту заговорили и о Жюли, когда обе актрисы появились в комедии «Бог большой, я маленькая».
После комедийных работ режиссёр-дебютантка Мари де Лобье в том же 2001-м году снимает Жюли в картине «Veloma» в драматической роли жены моряка, ждущей своего пропавшего в море супруга. Тогда же состоялся дебют Жюли на театральной сцене.
В 2002 Жюли снялась в фильме «Малышка Лили» вместе с Людивин Санье и получила свою первую главную французскую кинонаграду — «Сезара» за лучшую женскую роль второго плана.
В 2004 году Депардьё ждал большой успех: на французские экраны выходит комедия «Подиум». Казалось бы, у Жюли после этого должны быть только главные роли, но актриса снимается и на вторых ролях, играя ярких персонажей. Так было в картине «Я к вашим услугам» («Je suis votre homme») Даниэль Дюбру и в громкой «Долгой помолвке» Жана-Пьера Жёне.
С 2004 года Жюли Депардьё снимается очень много: сначала в крупном проекте — фильме «Искусство красиво расставаться» с Эмманюэль Беар и Шарлем Берленом в главных ролях, после чего в разных проектах как в кино, так и на телевидении.
В 2007-м году актриса появилась в американском фильме «Час пик 3», а также в картине Клода Миллера «Семейная тайна», где помимо Жюли блистали ещё две французские блондинки — Сесиль де Франс и Людивин Санье. Клод Миллер оказывается режиссёром, принесшим Жюли признание кинокритиков. В 2008 году Депардьё снова получает «Сезара» как лучшая актриса второго плана.
Несмотря на награды и зрительское признание, актрисе по сей день приходится опровергать постоянно циркулирующие разговоры о протекции знаменитого отца. Жюли признаётся, что ненавидит актёрские династии и говорит, что стала актрисой случайно — ей просто понравилось сниматься.

## Семья
С 2001 по 2008 год встречалась со скрипачом Лораном Корсья.
С 2010 года встречается с актёром Филиппом Катрином. 16 июня 2011 года у них родился сын Билли, а 8 августа 2012 года — второй сын, Альфред.

## Фильмография
| Фильмы      | Фильмы                                                             | Фильмы                                                                      | Фильмы               |
| Год         | На русском языке                                                   | На языке оригинала                                                          | Роль                 |
| ----------- | ------------------------------------------------------------------ | --------------------------------------------------------------------------- | -------------------- |
| 1994        | Полковник Шабер                                                    | La Colonel Chabert                                                          | Матильда             |
| 1994        | Машина                                                             | La Machine                                                                  |                      |
| 1996        | Узы сердца                                                         | Les Liens du coeur                                                          | Сара                 |
| 1998        | Экзамен полночи                                                    | L’Examen de minuit                                                          | Серена Дартуа        |
| 1999        | Возможно                                                           | Peut-etre                                                                   | Натали               |
| 2000        | Люби меня                                                          | Love me                                                                     | Барбара              |
| 2000        | Сентиментальные судьбы                                             | Les Destinees sentimentales                                                 | Марсель              |
| 2000        | У последней черты                                                  | In extremis                                                                 | Анна                 |
| 2001        | Свободное падение                                                  | L’Aîné des Ferchaux                                                         | Лина                 |
| 2001        | Бог большой, я маленькая                                           | Dieu est grand, je suis toute petite                                        | Валери               |
| 2003        | Спартак                                                            | Spartacus                                                                   |                      |
| 2003        | Малышка Лили                                                       | La Petite Lili                                                              | Жанна-Мари           |
| 2003        | Полупансион                                                        | Bienvenue au gite                                                           | Софи                 |
| 2004        | Подиум                                                             | Podium                                                                      | Вера                 |
| 2004        | Долгая помолвка                                                    | Un long dimanche de fiancailles                                             | Вероник Пассавант    |
| 2004        | Миледи                                                             | Milady                                                                      | Констанция Бонасье   |
| 2005        | Лихорадка                                                          | La Febbre                                                                   | Джули                |
| 2005        | Искусство красиво расставаться                                     | Un fil a la patte                                                           | Амели                |
| 2006        | Ты и я                                                             | Toi et moi                                                                  | Ариана               |
| 2006        | Все за мной                                                        | Qui m’aime me suive                                                         | Прейлин              |
| 2006        | Полтергей                                                          | Poltergay                                                                   | Эмма                 |
| 2007        | Свидетели                                                          | Les Temoins                                                                 | Джули                |
| 2007        | Час пик 3                                                          | Rush Hour 3                                                                 | жена Джорджа         |
| 2007        | Ковбой                                                             | Cow-Boy                                                                     | Кристэль Пайрол      |
| 2007        | Семейная тайна                                                     | Un secret                                                                   | Льюис                |
| 2008        | Женщины-агенты                                                     | Les Femmes de l’ombre                                                       | Дженни Фаусье        |
| 2010        | Свободный обмен                                                    | Libre echange                                                               | Жоселин              |
| 2011        | Искусство любить                                                   | L’Art d’aimer                                                               | Изабель              |
| 2014        | Желтоглазые крокодилы                                              | Les yeux jaunes des crocodiles                                              | Жозефина             |
| Телевидение |                                                                    |                                                                             |                      |
| Год         | На русском языке                                                   | На языке оригинала                                                          | Роль                 |
| 1998        | «Граф Монте-Кристо»                                                | Le Comte de Monte Cristo                                                    | Валентина де Вильфор |
| 2005        | Проклятые короли                                                   | Les Rois maudits                                                            | Жанна де Пуатье      |
| 2009        | Век Мопассана. Повести и рассказы XIX столетия (новелла «Бубурош») | Au siècle de Maupassant: Contes et nouvelles du XIXème siècle (Boubouroche) | Адель                |

- 2009 — Фигурный торт / Pièce montée
- 2009 — Однажды в Версале / Bancs publics (Versailles rive droite)
- 2020 — Бисер перед свиньями / De l'or pour les chiens

## Награды и номинации
| Год  | Премия            | Категория                    | Фильм или сериал    | Результат |
| ---- | ----------------- | ---------------------------- | ------------------- | --------- |
| 1999 | Acteurs à l'Écran | Лучшая актриса               | «Полночный экзамен» | Номинация |
| 2004 | Сезар             | Лучшая актриса второго плана | «Малышка Лили»      | Победа    |
| 2005 | Сезар             | Лучшая актриса второго плана | «Подиум»            | Номинация |
| 2008 | Сезар             | Лучшая актриса               | «Семейная тайна»    | Победа    |